# Amadeo de Souza-Cardoso
Amadeo de Souza-Cardoso – portugalski malarz modernista.

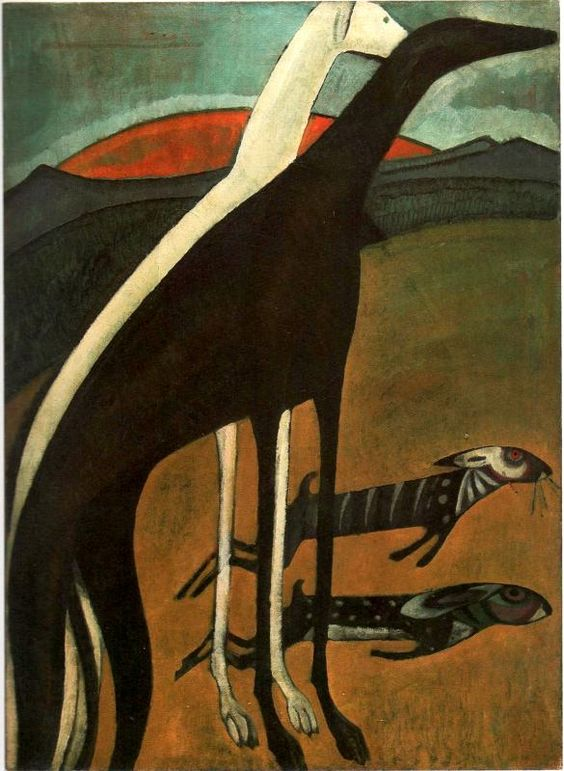
Charty, ok. 1911